# Pavie Ridge
Pavie Ridge är en bergstopp i Antarktis. Den ligger i Västantarktis. Argentina, Chile och Storbritannien gör anspråk på området. Toppen på Pavie Ridge är 500 meter över havet.
Terrängen runt Pavie Ridge är varierad. Trakten är obefolkad. Det finns inga samhällen i närheten.